# محمد عماشة
محمد عماشة هو لاعب كرة قدم مصري سابق، لعب لنادي غزل المحلة. فاز محمد مع المحلة ببطولة الدوري المصري الممتاز وتوج وقتها بلقب هدّاف الدوري المصري الممتاز بعد إحرازه لـ12 هدفًا، وذلك في موسم (1972–73).